# Liste der Monuments historiques in Puisieux (Seine-et-Marne)
Die Liste der Monuments historiques in Puisieux (Seine-et-Marne) führt die Monuments historiques in der französischen Gemeinde Puisieux auf.

## Liste der Objekte
| Bezeichnung                                                                     | Beschreibung                                                       | Standort | Kennzeichnung | Schutzstatus | Datum | Bild |
| ------------------------------------------------------------------------------- | ------------------------------------------------------------------ | -------- | ------------- | ------------ | ----- | ---- |
| Stuhl aus der Zeit Ludwigs XVI., grau bemalt und mit gelbem Seitenstoff bezogen | Holz, zweite Hälfte des 18. Jahrhunderts; in der Kirche St-Germain | (Lage)   | PM77001458    | Classé       | 1946  |      |